# Gori borovina
Gori borovina je osmi album hrvatskog glazbenika Mate Bulića.
Izašao je 2003. godine.

## Popis pjesama
1. "Neću leći prije zore"
2. "Dabogda se i ti udala"
3. "Gori Borovina"
4. "Hodam krivom stranom"
5. "Vijavica"
6. "Moja Hercegovina"
7. "Pozdravi je ti"
8. "Djevojka iz mog kraja"
9. "Što smo dušom na tom svijetu"
10. "Ivana"
11. "Ej, kavano"
12. "Igraj Mare prašina se diže"

Album Gori borovina je "vratio" najveće hitove Mate Bulića kao Ej, kavano, Igraj Mare prašina se diže, Vijavica i mnoge ostale.